# Mick Kearns
Mike Kearns, detto Mick (Banbury, 26 novembre 1950), è un ex calciatore inglese naturalizzato irlandese di ruolo portiere.

## Biografia
Anche suo fratello Ollie Kearns è stato un calciatore.

## Caratteristiche tecniche
Alto 183 cm, giocava come portiere.

## Palmarès

### Club

#### Competizioni nazionali
- Coppa di Lega inglese: 1

Wolverhampton: 1979-1980